# Avegno TI
| TI ist das Kürzel für den Kanton Tessin in der Schweiz. Es wird verwendet, um Verwechslungen mit anderen Einträgen des Namens Avegno zu vermeiden. |

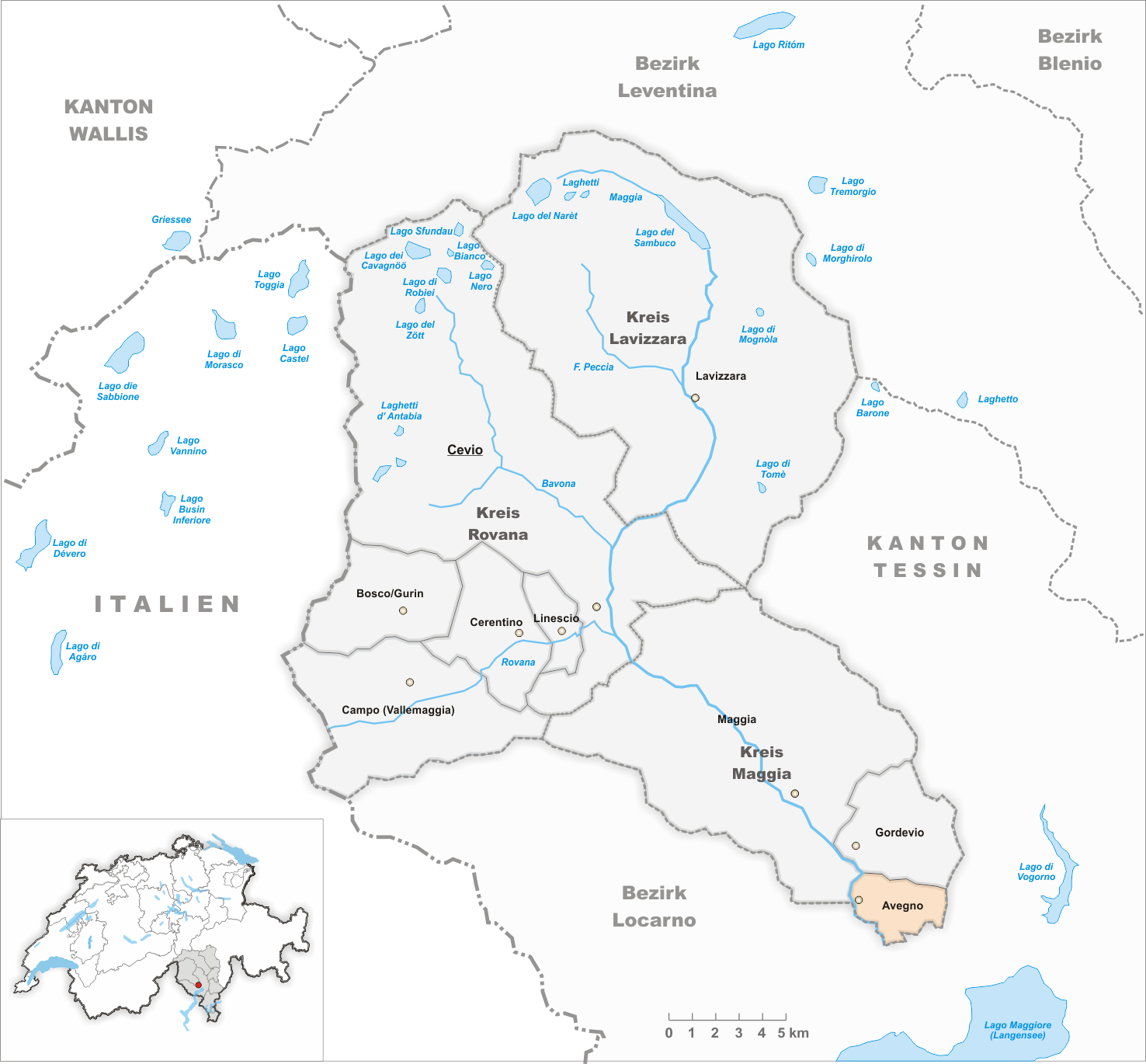
Gemeindestand vor der Fusion am 19. April 2008

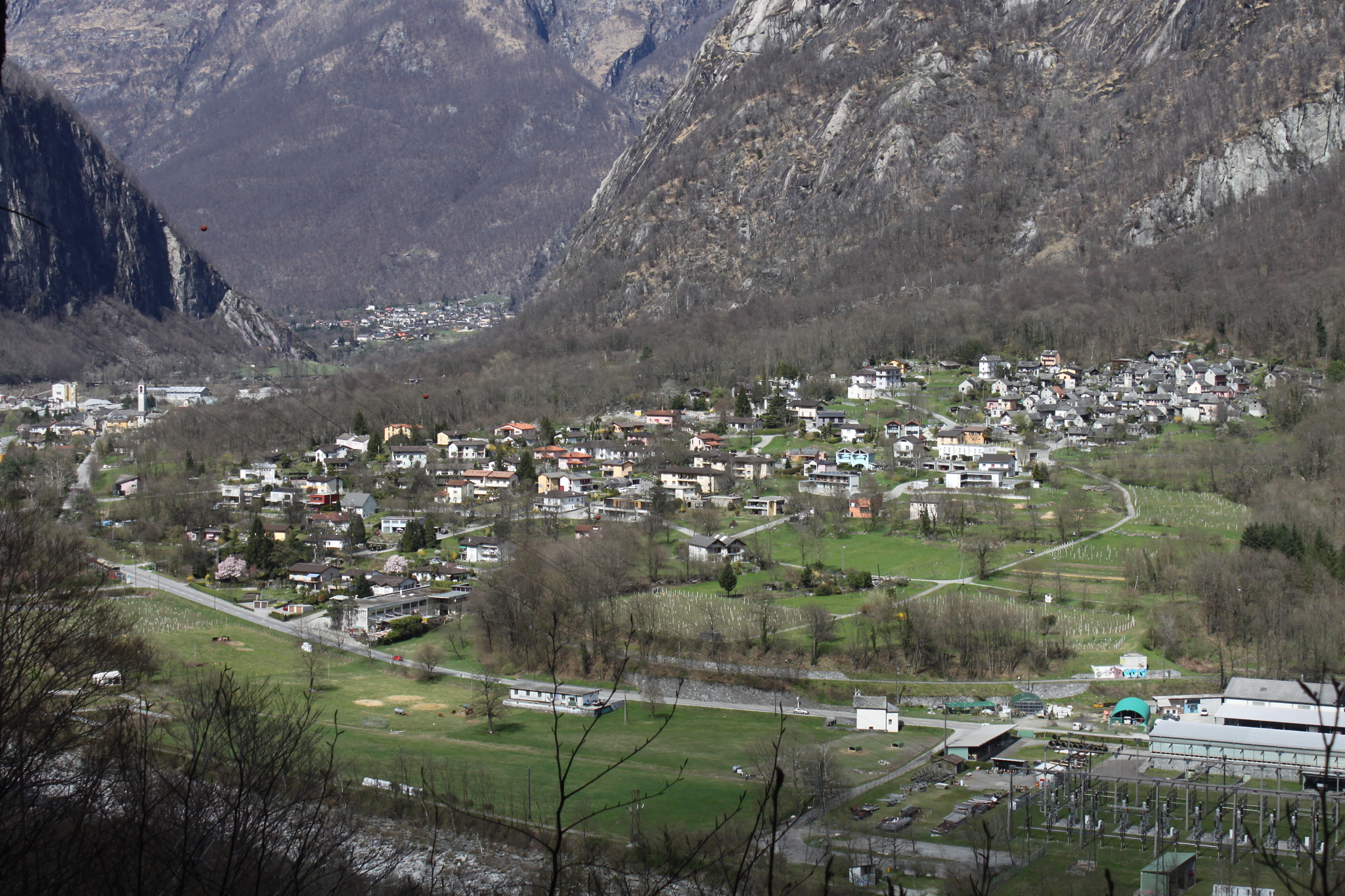
Avegno di Fuori

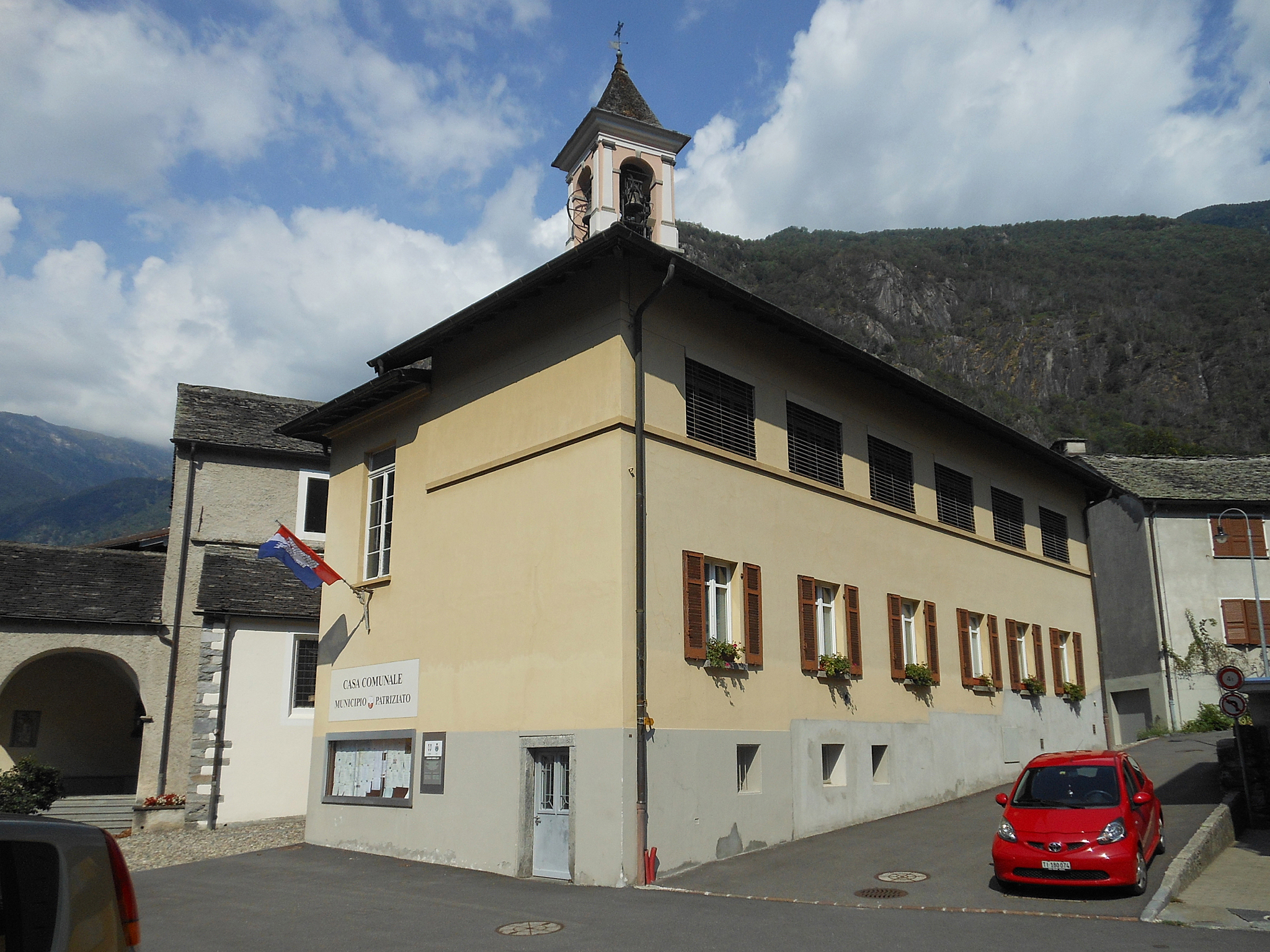
Gemeindehaus

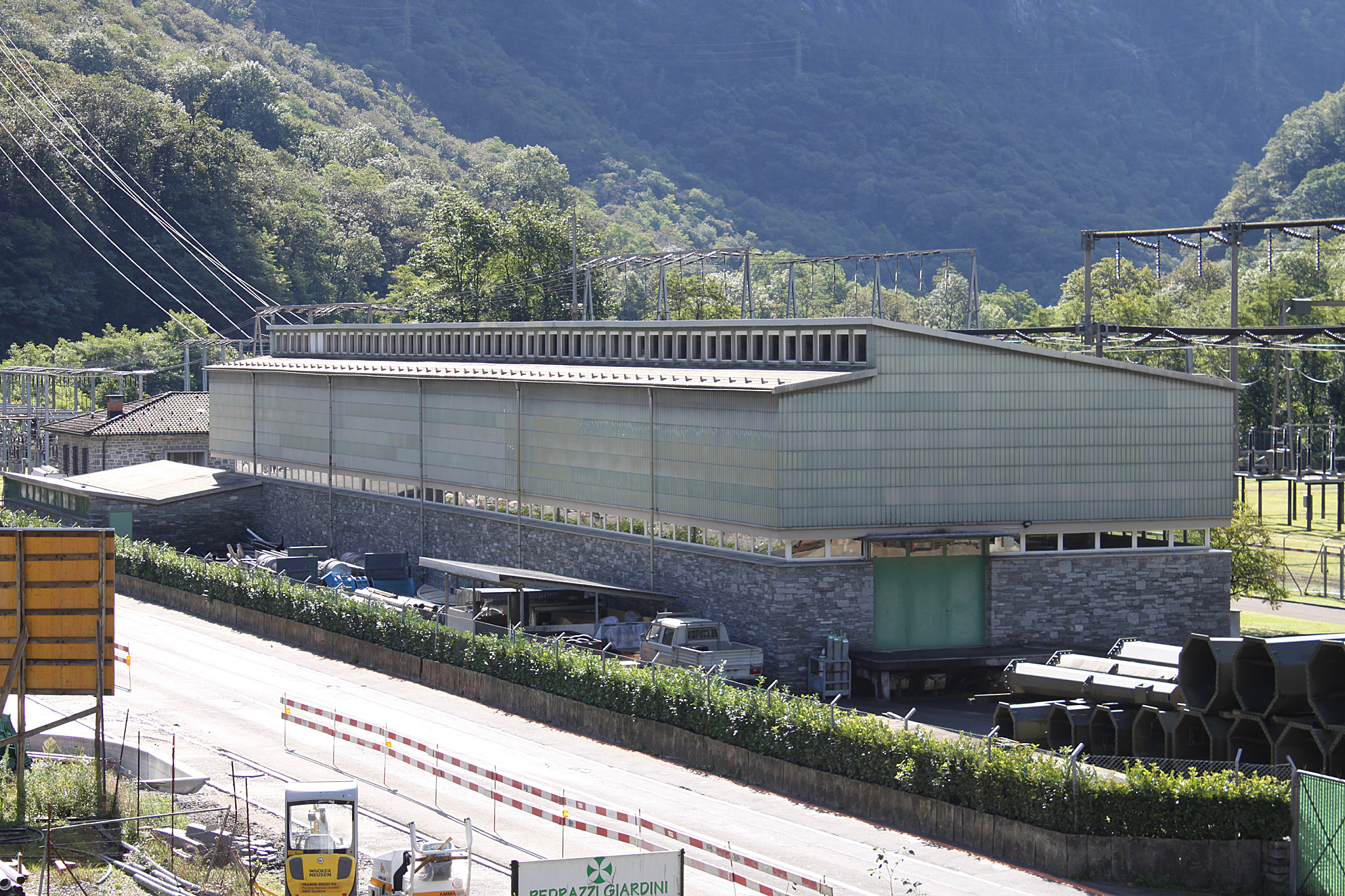
Deposito OFIMA

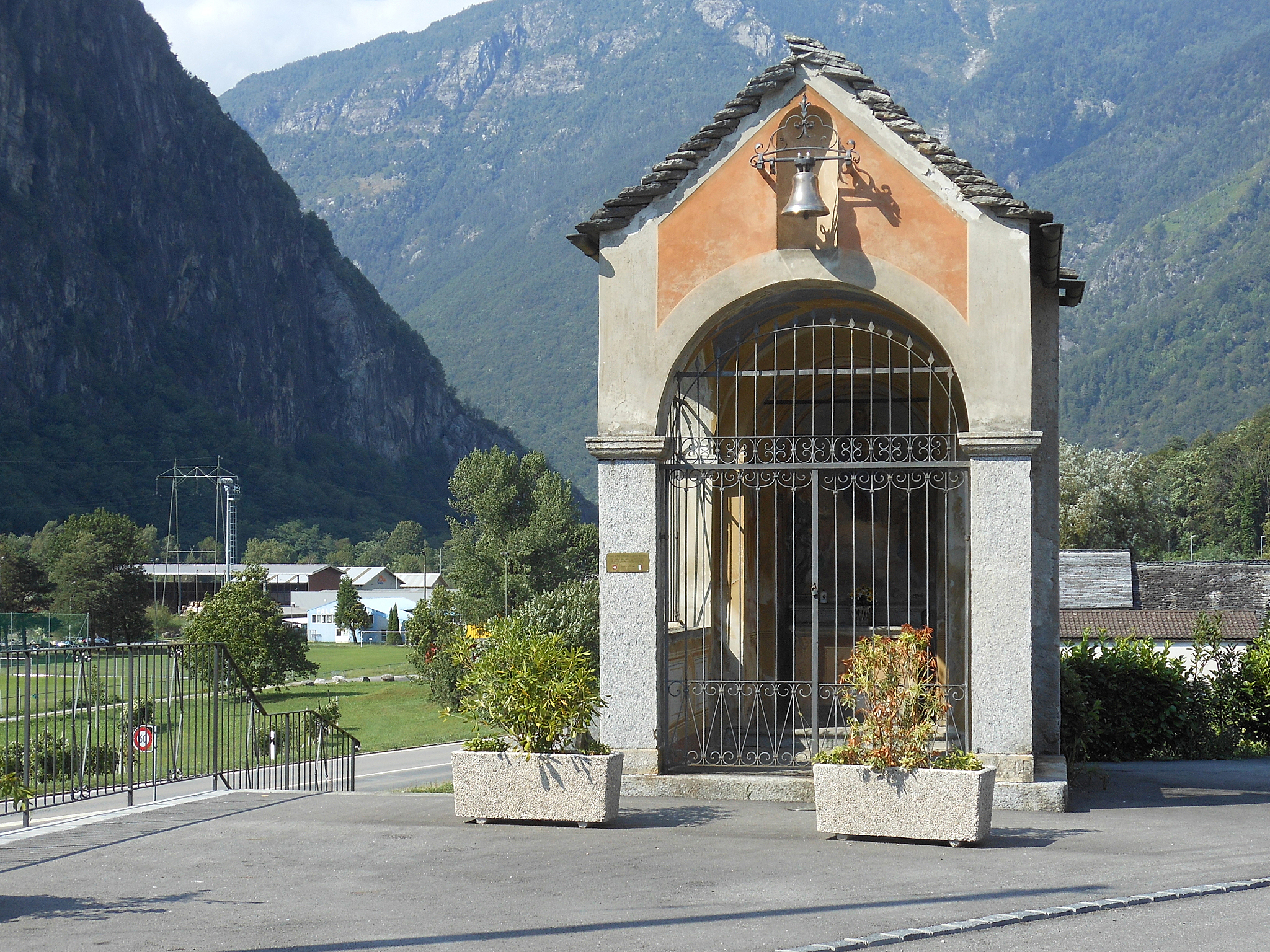
Betkapelle

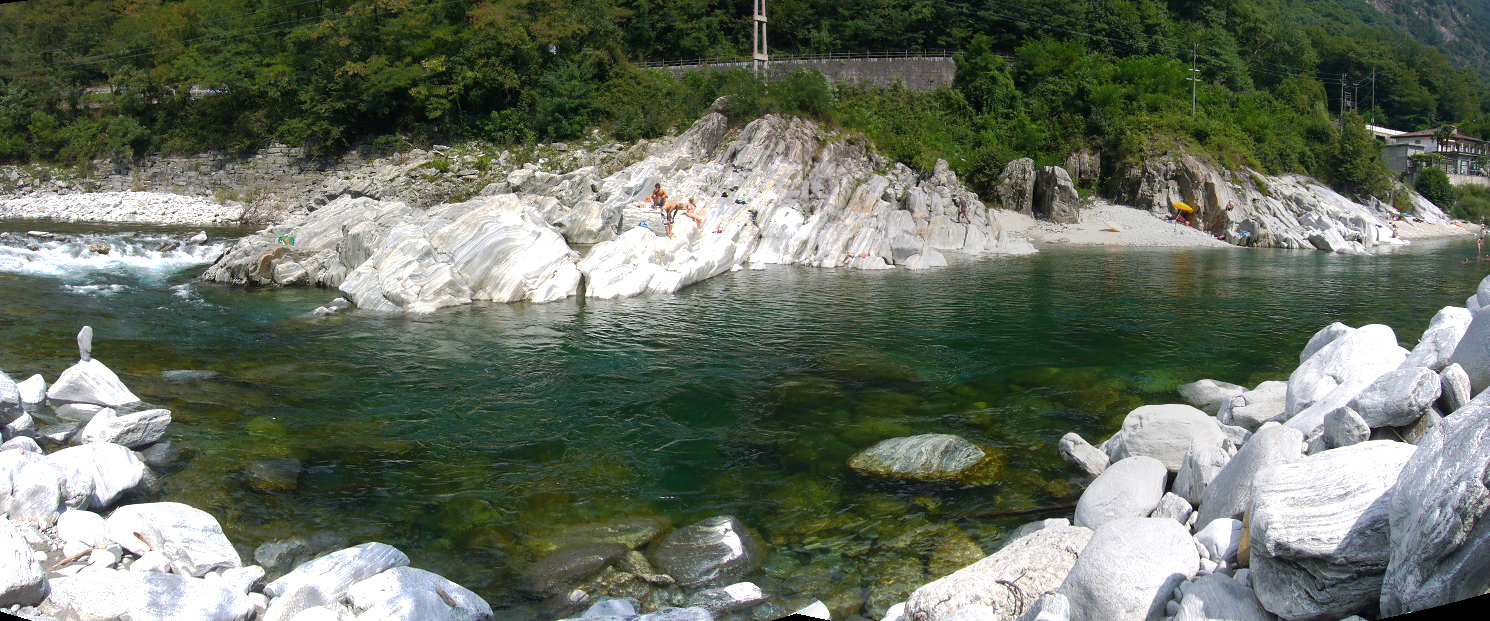
Die Maggia bei Avegno

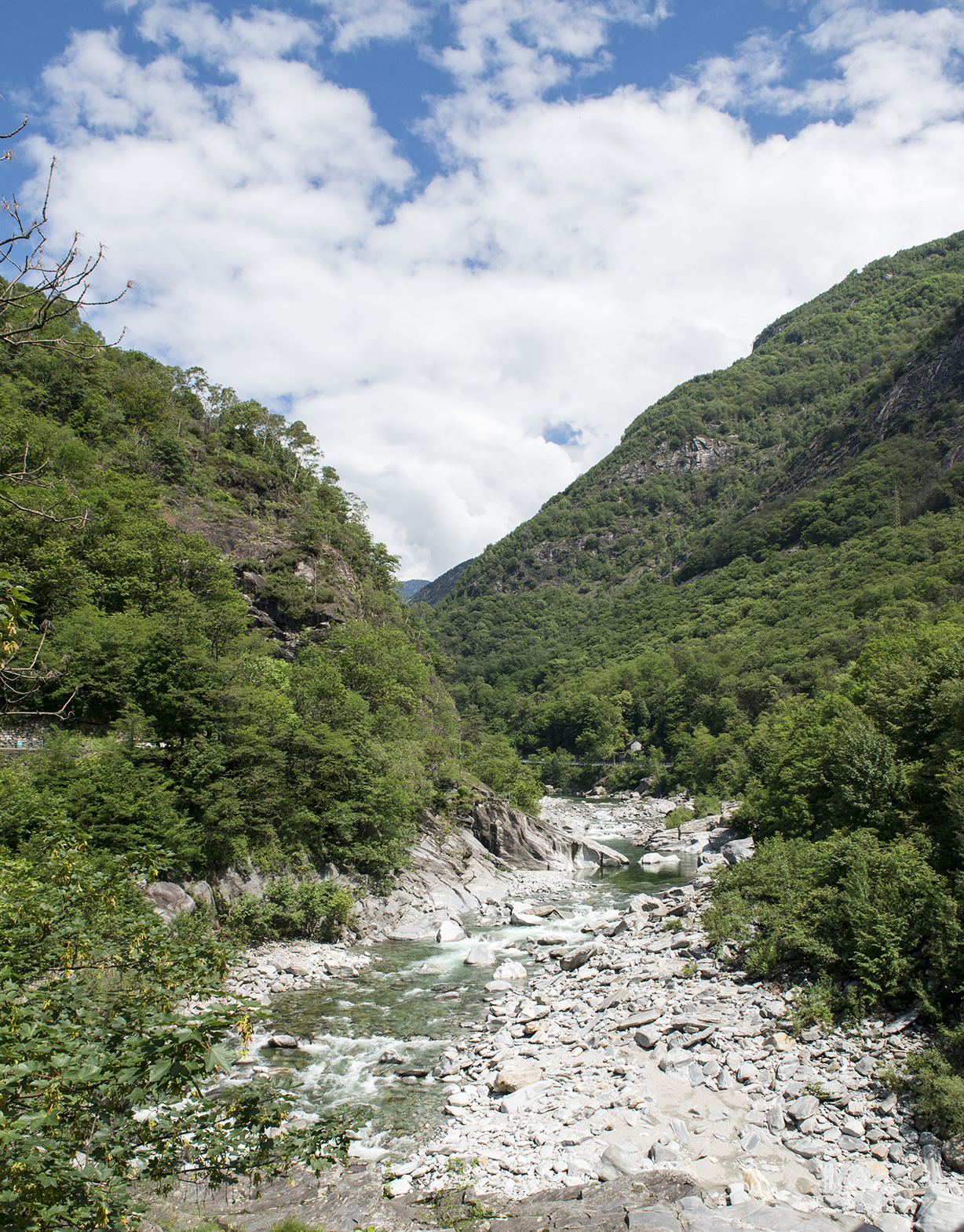
Die Maggia bei Avegno

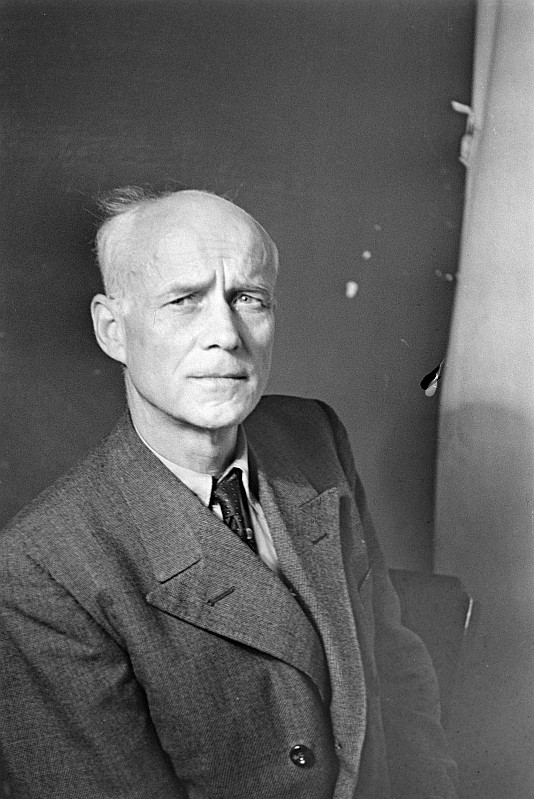
Theodor Plievier (1946)

Avegno ist eine Fraktion der politischen Gemeinde Avegno Gordevio im Schweizer Kanton Tessin. 

## Geographie
Das Dorf liegt auf 296 m ü. M., acht Kilometer nordwestlich von Locarno, an der Strasse Locarno-Bignasco und am Westfuss des El Tròsa (1866 m ü. M.). Die bis im Frühjahr 2008 selbstständige Gemeinde liegt auf der linken Seite des Flusses Maggia, nach dem das Tal benannt ist. Avegno ist der Ort im Valle Maggia, der am nächsten bei Locarno liegt. Das Dorf bestand ursprünglich aus drei voneinander getrennten Ortsteilen: Avegno di Fuori, Avegno Chiesa und Avegno di Dentro. Diese sind mittlerweile zusammengewachsen.
Das Dorf selber liegt grösstenteils in der Talebene, die oberen Häuser liegen an einem mehrheitlich mit Kastanienbäumen bewaldeten Hang. Oberhalb des Hügels beginnt das Berggebiet der Fraktion mit Hochalpen und Gebirge. Vom gesamten früheren Gemeindeareal von 813 ha sind daher nur 8 % landwirtschaftliche Nutzfläche. Knapp drei Viertel des ehemaligen Gemeindegebiets sind von Wald und Gehölz bedeckt und weitere 12 % unproduktive Fläche (meist Gebirge). Bloss 6 % sind Siedlungsfläche.

## Geschichte
Avegno wird erstmals 1189 im Zusammenhang mit der Dorfkirche San Luca unter dem Namen Vegno erwähnt. Die Gemeinde selbst wird erstmals im Jahr 1335 als commune di Vegnio namentlich genannt und gehörte damals zum Herrschaftsbereich der capitanei von Locarno. Am 1. Januar 1284 erwarben Avegno und Tegna von der Bürgerschaft Locarno Grundstücke und Mühlen in der Nähe von Ponte Brolla. Anfang des 15. Jahrhunderts schuldete das Dorf dem Sanktuarium der Madonna del Monte, ob Varese, eine jährliche Abgabe.
Nachdem 1410 die Eidgenossen ins Maggiatal eingefallen sind, leistet Avegno dem savoyischen Hauptmann Pierre de Chevron den Treueeid. Im Jahr 1484 stellt sie ein Kontingent zur Abwehr der Walliser, die über das Val d’Ossola das Maggiatal erobern wollen. 1512 bis 1798 gehört die Gemeinde zu den Ennetbirgischen Vogteien. Unter der schweizerischen Herrschaft ernannte Avegno den Landschreiber, wenn Zug den Vogt bestimmte; auch wählte es abwechslungsweise einen der sieben Richter, die im untern Maggiatal dem Vogt in der Verwaltung der Strafgerichtsbarkeit beizustehen hatten; ferner entsandte es drei Abgeordnete in den Generalrat des untern Tales. Danach gehört es bis 1803 zum Kanton Lugano, seither zum Kanton Tessin und zum Distretto di Vallemaggia.
1747 wurde das Dorf durch eine Überschwemmung der Maggia fast ganz zerstört. 1982 gewann Avegno den Wakkerpreis. 
Auf den 20. April 2008 fusionierten Avegno und Gordevio zur Gemeinde Avegno Gordevio. Avegno bildet aber nach wie vor eine eigenständige Bürgergemeinde.

## Bevölkerung
Einwohnerzahlen: Volkszählungsdaten
Durch Abwanderung Richtung Italien ging die Bevölkerung im 18. Jahrhundert stark zurück. Sie stagnierte anschliessend bis 1850. In den 1850er-Jahren folgte die Gemeinde dem Trend zur Überseeauswanderung nach Kalifornien und Australien. Die Bevölkerungszahl stieg als Folge der Ansiedlung von Betrieben kurzzeitig wieder an (1860–1888: +21 %).
Danach folgte eine beispiellose Auswanderungswelle, die bis zu Beginn des Zweiten Weltkriegs anhielt und in der die Bevölkerungszahl um 61 % abnahm. Durch die bessere Strassenverbindung und die Nähe zum lokalen Zentrum Locarno kamen in den letzten Jahrzehnten zahlreiche Personen in den kleinen Ort (1941–2004: +223 %), und die Gemeinde erreichte einen neuen Höchststand an Bewohnern. Das Wachstum hält noch immer an.

### Sprachen
Die Bevölkerung spricht eine lokale lombardische Mundart sowie Italienisch. Wie in vielen Ortschaften der Region sind etliche Deutschsprachige (Schweizer und Deutsche) zugewandert. Bei der letzten Volkszählung im Jahr 2000 gaben 87 % Italienisch, 9 % Deutsch, je 1 % Dänisch und Französisch und 0,6 % Spanisch als Hauptsprache an.

### Religionen – Konfessionen
Heute (Stand 2000) gibt es in Avegno 78 % römisch-katholische und 8 % evangelisch-reformierte Christen. Daneben befinden sich 9 % Konfessionslose und 0,4 % Muslime. 4 % der Bewohner machten keine Angaben zu ihrem Glaubensbekenntnis.

### Herkunft – Nationalität
Von den 540 Einwohnern (Ende 2004) waren 513 (95 %) Schweizer Staatsangehörige. Bei der letzten Volkszählung waren 92 % Schweizer Bürger, darunter 44 Doppelbürger. Die grössten Einwanderergruppen kommen aus Italien, Deutschland und Serbien-Montenegro.

## Wirtschaft
Früher arbeitete der Grossteil der Bevölkerung in der Landwirtschaft. Noch 1970 beschäftigte der Sektor Industrie und Gewerbe die Mehrzahl der Erwerbstätigen. Seither hat eine starke Verlagerung in den Dienstleistungssektor stattgefunden. Avegno bietet zahlreichen Zupendlern eine Arbeitsmöglichkeit. Die Wenigsten verdienen ihr Geld noch im Dorf; durch die Nähe zu Locarno gibt es heute viele Wegpendler.

## Verkehr
Avegno ist durch die Buslinie 315 der FART Locarno-Bignasco-Cavergno durch den Öffentlichen Verkehr erschlossen. Von 1907 bis 1965 verkehrte die Locarno-Ponte Brolla-Bignasco-Bahn, die danach durch Beschluss des Kantonsparlaments auf Busbetrieb umgestellt wurde. Der Ort ist durch die Strasse von Locarno her erschlossen.

## Sehenswürdigkeiten
Das Dorfbild ist im Inventar der schützenswerten Ortsbilder der Schweiz (ISOS) als schützenswertes Ortsbild der Schweiz von nationaler Bedeutung eingestuft.
- Pfarrkirche Santi Luca e Abbondio im Ortsteil Terra di mezzo; sie enthält ein Prozessionskreuz aus dem 15. Jahrhundert und ein Tabernakel mit Steinreliefs, das auf die Zeit des Baus der ursprünglichen Kirche zurückreichen kann; der Kirchturm stammt von 1527 und wurde 1852 erhöht[11].
- Oratorium Sant’Anna im Ortsteil Terra di dentro[11]
- Oratorium Santissima Trinità im Ortsteil Terra di Fuori[11]
- Damm Tartaruga[11]

## Persönlichkeiten
- Carlo Fantoni (* 26. April 1870 in Avegno; † 4. Juli 1933 in San Francisco), Architekt, baute die Kirche St. Peter und Paul[12]
- Theodor Plievier (1892–1955), deutscher Schriftsteller
- Bruna Martinelli (* 1926 in Avegno; † 5. Dezember 2022 ebenda), Bäuerin, Schriftstellerin[13]
- Serena Martinelli (* 6. Dezember 1949 in Avegno), Malerin, Bildhauerin, Zeichnerin; schuf Zeichnung, Collage, Fotografie und Skulptur[14]